# Dźiwa Goswamin
Dźiwa Goswamin (ur. w 1511 lub 1533 w Ramakeli, zm. w 1596 lub 1618) – święty i jeden z najważniejszych teologów gaudija wisznuizmu, propagator bhaktijogi. Należał do grupy Sześciu Goswaminów. Uznawany za inkarnację Wilasy Mandżari- wiecznej sługi Kryszny.

## Życiorys
Urodził się w obecnym Bengalu Zachodnim jako syn Śriwallabhy Malika – młodszego brata Rupy Goswamiego i Sanatany Goswaminiego – późniejszych przywódców grupy Sześciu Goswamich z Vrindavanu. Jego rodzina była silnie związana z kultem Kryszny. Gdy Dźiwa miał kilka lat, jego ojciec wraz z braćmi Rupą i Sanataną, pod wpływem spotkania z Ćajtanją Mahaprabhu, porzucili pracę i swoje rodziny i wyjechali do Vrindavanu. Dżiwa pragnął pójść za ich przykładem; spotkał Nitjanandę, który utwierdził go w tym postanowieniu. Najpierw Dżiwa studiował teologię i filozofię hinduizmu w Waranasi, a w 1535 przyjechał do Vrindavanu, gdzie pod kierunkiem stryjów (jego ojciec zmarł) uczył się zasad ezoterycznego wielbienia Najwyższej Osoby Boga – Kryszny.
Po śmierci stryjów Dżiwa stał się najważniejszym autorytetem w gaudija wisznuizmie. W 1542 koło Vrindavanu założył świątynię Radha Damodara mandir, w której znajdują się posągi Radhy i Kryszny osobiście wyrzeźbione przez Rupę Goswamiego. W tym samym czasie utworzył Światowe Stowarzyszenie Wisznuickie. Sława Dżiwy była tak wielka, że podziwiał go nawet cesarz Akbar i darował papier na publikacje jego dzieł. W 1558 na polecenie Dżiwy jego uczniowie Narottama Dasa, Śriniwasa i Śjamananda wyjechali do Bengalu i rozpoczęli tam działalność misyjną.
Dżiwa został pochowany obok świątyni Radha-Damodara.

## Doktryna
Dżiwa opracował i opublikował doktrynę filozoficzno-teologiczną Ćajtanji Mahaprabhu, którą nazwał aćintja bheda abheda (niepojmowalna jedność i różnica). Ta doktryna łączyła dwie skrajne teorie: monizm Adiego Śankary i dualizm Madhwy i głosiła, że wieczna dusza atman jest co do jakości tożsama z Najwyższą Osobą Boga- Kryszną (Bhagavan), lecz różni się ilościowo, ponieważ jest tylko drobną częścią boskiej potęgi.

## Dzieła
Dżiwie przypisuje się autorstwo 25 dzieł literackich, z których najważniejsze to:
- Harinamamrita Wjakarana (gramatyka sanskrytu w ujęciu teologicznym)
- Sutra-malika (garmatyka sanskrytu)
- Dhatu-sangraha (garmatyka sanskrytu)
- Radha-Kriszna Arćana Czandrika (teologia)
- Rasamrita-sesa (stylistyka)
- Madhawa-mahotsawa (opisuje koronowanie Radhy na królową Vrindavanu)
- Sankalpa-kalpadruma (modlitwa opisująca rasa lila Radhy i Kryszny)
- Gopala-wirudawali (poemat o Krysznie)
- Bhawartha-suczaka-czampu
- Gopala-tapani Upaniszad (o Krysznie jako Najwyższej Osobie Boga)
- Komentarz do Brahma-samhita
- Komentarz do Bhakti-rasamrita-sindhu
- Komentarz do Udżdżwala-nilamani
- Komentarz do Jogasara-stawaka
- Agni Puranastha gajatri-bhasja (komentarz o mantrze Gajatri)
- Padma Puranokta Kriszna-pada-padma-ćihna (o świętych znakach na stopach Kryszny)
- Śri Radhika-kara-pada-sthita-ćihna (o świętych znakach na stopach i dłoniach Radhy)
- Laghu Waisznawa Toszani (komentarz do Śrimad Bhagawatam)
- Gopala-czampu (poezja o Krysznie)
- Sad Sandarbhas (Sześć Sandarbhas) (najważniejsze dzieło teologiczne w sześciu częściach)